# Vranja Peč
Vranja Peč – wieś w Słowenii, w gminie Kamnik. W 2018 roku liczyła 44 mieszkańców.